# Reus Ooit
Reus Ooit was een personage en attractie in het voormalige attractiepark Het Land van Ooit. Reus Ooit staat nu in speeltuin Morskieft in Reutum.

## Verhaal
Reus Ooit is een reuzenzoon en heeft drie broers: Reus Dan, Reus Toen en Reus Nu. Hij heeft één zus: Kloontje het Reuzenkind. Samen met zijn drie broers bewaakt hij de ingangen van Het Land van Ooit. Reus Ooit is altijd geheel gekleed in het blauw en heeft net zoals zijn broers een bruine baard en een kaal hoofd waar een boom op groeit. Hij woont in Het Land van Ooit, in het deelgebied Reuzenland.

## Attractie
In het park was het beeld van Reus Ooit te vinden bij de attractie Wint Ooit Weer?. In deze attractie moesten bezoekers plaatsnemen in een grote kar die met een touw was bevestigd aan Reus Ooit. Door middel van te roeien konden de bezoekers het vervolgens opnemen tegen de grote Reus Ooit in een spelletje touwtrekken. Dit systeem liet ook toe dat de kar in beide richtingen kon rijden. Wanneer de kinderen het alleen tegen de reus opnamen konden zij winnen, terwijl de rijrichting bij volwassen werd omgeschakeld zodat de reus won.
Omdat de gehele attractie op rails stond, stond Reus Ooit ook wel bekend als Reus op Rails. Door deze rails die in een cirkel was aangelegd, maakten de bezoekers bovendien al touwtrekkend een rondje. De reus was circa 10 meter hoog en gemaakt van polyester. De attractie stond in het deelgebied Reuzenland. Hier waren ook de Reuzen Dan en Toen te vinden.

## Technische gegevens
- Baanlengte: 30 meter
- Aantal treinen: 1 kar met 5 brede zitbanken, en 1 kar met de Reus Ooit van 10 meter hoog.
- Aanvoering: Eigen kracht; hydraulisch hand aangedreven.

## Faillissement
Op 21 november 2007 werd het Land van Ooit definitief failliet verklaard. In maart 2008 werden de meeste bezittingen verkocht. Wint Ooit Weer? leverde 15.000 euro op.